# پندورا اس. برمن
پندورا اس. برمن (انگلیسی: Pandro S. Berman؛ ‏ ۲۸ مارس ۱۹۰۵ – ۱۳ ژوئیهٔ ۱۹۹۶) یک تهیه‌کننده اهل ایالات متحده آمریکا بود. وی بین سال‌های ۱۹۲۳ تا ۱۹۷۰ میلادی فعالیت می‌کرد.
از فیلم‌ها یا مجموعه‌های تلویزیونی که وی در آن‌ها نقش داشته‌است، می‌توان به سبکبار و بی‌خیال و ماری ملکه اسکاتلند اشاره کرد.

## مرگ
برمن بر اثر نارسایی احتقانی قلب در 13 ژوئیه 1996 در خانه خود در بورلی هیلز در سن 91 سالگی درگذشت.